# Hubert Bourdy
Hubert Bourdy, född den 5 mars 1957 i Troyes i Frankrike, död 24 juni 2014, var en fransk ryttare.
Han tog OS-brons i lagtävlingen i hoppning i samband med de olympiska ridsporttävlingarna 1992 i Barcelona.